# Vlattenhaus

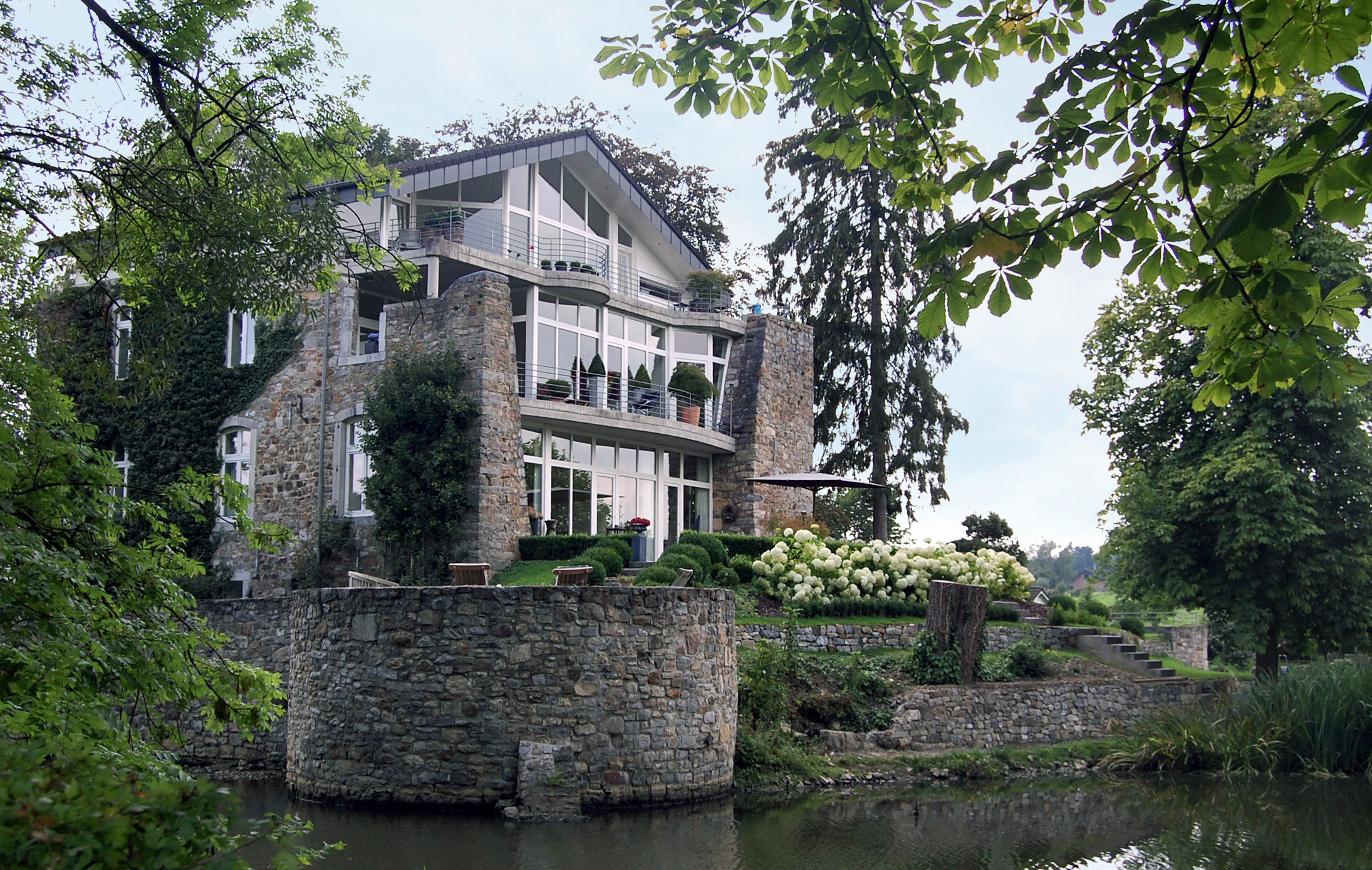
Vlattenhaus

Het Vlattenhaus is een kasteelachtig gebouw in de tot de Belgische gemeente Raeren behorende plaats Eynatten, gelegen aan de Hauseter Straße, op slechts 200 meter afstand van het Kasteel Amstenrath.

## Geschiedenis
In de 2e helft van de 14e eeuw werd het Vlattenhaus gebouwd door Peter van Eynatten, de broer van Johann van Eynatten die een voorloper van het naastgelegen kasteel liet bouwen. Op de plaats van het Vlattenhaus was vermoedelijk voordien een leenhoeve van het goed Amstenrath aanwezig. In 1434 stierf de mannelijke lijn van het geslacht uit en kwam het huis, via huwelijk, in andere handen. In 1728 werd het huis, dat toen nogal vervallen was, aan de Jezuïeten geschonken. Dezen lieten het afbreken om er een kleiner huis voor in de plaats te bouwen. Ook werden de grachten in visvijvers omgezet.
In 1773 werd de orde opgeheven en werd het huis weer aan een particulier verkocht. Uiteindelijk werden de Duitse eigenaars na de Eerste Wereldoorlog, toen het huis op Belgisch grondgebied kwam te staan, onteigend en werd benut als kazerne en als fabriek. In 1942 werd het huis nog gerestaureerd, maar op 12 september 1944 zwaar beschadigd bij de gevechten tussen de oprukkende Amerikanen en de zich terugtrekkende Duitse troepen. In de jaren '60 van de 20e eeuw werd de ruïne aangekocht door de familie Franssen van Cortenbach, die ook het naastliggende kasteel al bezat. Einde jaren '90 van de 20e eeuw werd het huis omgebouwd en gemoderniseerd tot een woningencomplex.

## Gebouw

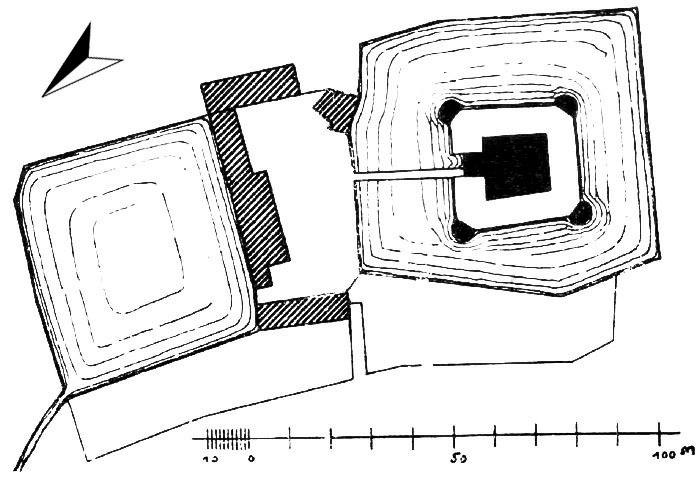
Plattegrond

Het betreft een gebouw van drie verdiepingen op vierkante plattegrond, gelegen op een omgracht eiland. Dit eiland wordt gevormd door muren in breuksteen, die 30 x 30 meter meten en op de vier hoekpunten nog de onderste lagen van ronde torens bevatten. Dit eiland vormt het restant van de vroegere burcht. Buiten het burchteiland liggen de bedrijfsgebouwen van de voorhof, welke uitgevoerd zijn in breuksteen. Eén daarvan heeft muurankers die het jaartal 1781 tonen.